# Близнюк Станіслав Васильович
Станіслав Васильович Близнюк — український майстер бойових мистецтв, шихан (6-й дан) кіокушин карате, президент Федерації кіокушин карате України (ФККУ), заслужений тренер України[джерело?], автор книг про історію та розвиток карате в Україні.

## Біографія
Станіслав Близнюк є одним із провідних діячів кіокушин карате в Україні. З 1997 року він очолює Федерацію кіокушин карате України, яка має статус національної спортивної федерації та є членом Міжнародної організації Кіокушинкайкан Карате (ІКО-1).
У своїй діяльності Близнюк активно займається популяризацією та розвитком кіокушин карате в Україні, організовує атестації, семінари та змагання, сприяючи підвищенню рівня майстерності спортсменів.

## Творчість
У 2012 році Станіслав Близнюк видав книгу «Шлях кіокушин карате в Україні», яка присвячена історії розвитку бойових мистецтв на території України — від напівлегендарних характерників до кіокушину. Книга охоплює 432 сторінки та є значущим внеском у дослідження історії бойових мистецтв в Україні.

## Громадська діяльність
Як президент ФККУ, Близнюк бере активну участь у розвитку кіокушин карате на національному рівні. Під його керівництвом федерація організовує численні заходи, спрямовані на популяризацію цього виду бойового мистецтва серед молоді та дорослих.

## Визнання
У 2018 році Станіслав Близнюк був запрошений на зустріч у Галереї мистецтв ЦРБ ім. П. Загребельного, де він представив свою книгу та поділився досвідом розвитку карате в Україні.[джерело?]